# Auguste Grimault
Auguste Francis Louis Grimault (La Selle-Craonnaise, 31 marzo 1883 – Langonnet, 18 giugno 1980) è stato un vescovo cattolico e missionario francese con incarichi come vicario apostolico in Senegal.

## Biografia
Auguste Grimault nacque a La Selle-Craonnaise in Francia il 31 marzo 1883, dopo aver completato gli studi liceali a Mayenne entrò nel seminario di Laval. Durante gli studi si trasferì al seminario degli Spiritani. Il 1° ottobre 1902 a Orly emise i voti nella Congregazione dello Spirito Santo. Il 5 novembre 1905 a Chevilly fu ordinato sacerdote e divenne sacerdote della sua congregazione. 
Nel 1906 andò in missione in Senegal dove il vescovo lo nominò successivamente vicario parrocchiale a Ziguinchor e poi a Dakar. Nel 1913 monsignor Le Roy lo inviò in Martinica a Fort-de-France, dove dal 1916 al 1924 fu Superiore Generale dell'Ordine Spirituale dell'isola.

### Ministero episcopale
Il 24 gennaio 1927 papa Pio XI lo nominò vicario apostolico di Senegambia e vescovo titolare di Massimianopoli di Palestina, venne consacrato il 25 marzo successivo, nel santuario di Santa Teresa di Lisieux a Parigi, dal suo predecessore monsignor Louis Le Hunsec, il Superiore generale dell'Ordine spirituale e principali co-consacranti Eugène Jacques Philippe Crépin, vescovo ausiliare di Parigi e Henri Friteau, vicario apostolico di Loango.
Durante il suo mandato costruì chiese e scuole. Nello stesso periodo è stato amministratore apostolico della Prefettura apostolica del Senegal. Il 27 gennaio 1936, i nomi delle unità a lui subordinate furono cambiati e, di conseguenza, i suoi titoli furono cambiati in Vicario Apostolico di Dakar e Amministratore Apostolico della Prefettura Apostolica di Saint-Louis du Sénégal.
Il 12 dicembre 1946 si dimise da entrambi gli incarichi. Dopo il pensionamento, visse per tre anni a Misserghin, in Algeria e poi in Martinica. Nel 1955 ritornò in Francia e visse nell'abbazia di Langonnet fino alla sua morte, avvenuta il 18 giugno 1980 a 97 anni.

## Genealogia episcopale e successione apostolica
La genealogia episcopale è:
- Cardinale Scipione Rebiba
- Cardinale Giulio Antonio Santori
- Cardinale Girolamo Bernerio, O.P.
- Arcivescovo Galeazzo Sanvitale
- Cardinale Ludovico Ludovisi
- Cardinale Luigi Caetani
- Cardinale Ulderico Carpegna
- Cardinale Paluzzo Paluzzi Altieri degli Albertoni
- Papa Benedetto XIII
- Papa Benedetto XIV
- Papa Clemente XIII
- Cardinale Marcantonio Colonna
- Cardinale Giacinto Sigismondo Gerdil
- Cardinale Giulio Maria della Somaglia
- Cardinale Giacinto Placido Zurla, O.S.B.Cam.
- Cardinale Antonio Francesco Orioli, O.F.M.Conv.
- Cardinale Henri-Marie-Gaston Boisnormand de Bonnechose
- Vescovo Abel-Anastase Germain
- Vescovo Alexandre-Louis-Victor-Aimé Le Roy, C.S.Sp.
- Vescovo Louis Le Hunsec, C.S.Sp.
- Vescovo Auguste Grimault